# Hilde Fenneová
Hilde Fenneová, nepřechýleně Hilde Fenne (* 12. května 1993, Vossevangen, Norsko), je norská biatlonistka, mistryně světa a několikanásobná medailistka z juniorských šampionátů.
Na mistrovství světa 2013 v Novém Městě na Moravě získala spolu s Ann Kristin Flatlandovou, Synnøve Solemdalovou a Torou Bergerovou titul mistryně světa ve štafetovém závodě. Na mistrovství světa juniorů 2012 v Kontiolahti vybojovala dvě zlaté a jednu bronzovou medaili. Do světového poháru vstoupila v sezóně 2012/13, nejlépe skončila v individuálním závodě na 8. místě.

## Výsledky

### Olympijské hry a mistrovství světa
Fenneová se zúčastnila dvou Mistrovství světa v biatlonu a to v roce 2013 v českém Novém Městě na Moravě a v roce 2017 v rakouském Hochfilzenu. V individuální části obsadila nejlépe 55. místo ve stíhacím závodě v Hochfilzenu. V týmovém závodě dokázala s ženskou štafetou ve složení Ann Kristin Flatlandová, Synnøve Solemdalová a Tora Bergerová vybojovat v Novém Městě na Moravě zlaté medaile.
| Sezóna  | D  | Místo                | SP  | SZ  | HZ | IZ  | ŠT  | SŠT | Věk    |
| ------- | -- | -------------------- | --- | --- | -- | --- | --- | --- | ------ |
| 2012/13 | MS | Nové Město na Moravě | –   | –   | –  | 77. | 1.  | –   | 19 let |
| 2016/17 | MS | Hochfilzen           | 58. | 55. | –  | –   | 11. | –   | 23 let |

Poznámka: Výsledky z mistrovství světa se započítávají do celkového hodnocení světového poháru, výsledky z olympijských her se dříve započítávaly, od olympijských her v Soči se nezapočítávají.

### Juniorská mistrovství
Zúčastnila se tří juniorských šampionátů v biatlonu. Celkově na těchto šampionátech získala dvě zlaté medaile, z toho jednu získala ve sprintu a druhou vybojovala se štafetami, k tomu ještě přidala jednu bronzovou medaili z vytrvalostního závodu. Všechny medaile získala na šampionátu ve finském Kontiolahti v roce 2012.
| Sezóna  | D   | Místo        | SP  | SZ  | IZ  | ŠT | Věk    |
| ------- | --- | ------------ | --- | --- | --- | -- | ------ |
| 2009/10 | MSJ | Torsby       | 20. | 15. | 17. | –  | 16 let |
| 2011/12 | MSJ | Kontiolahti  | 1.  | 5.  | 3.  | 1. | 18 let |
| 2012/13 | MSJ | Obertilliach | 13. | 14. | 8.  | 4. | 19 let |

### Světový pohár
Vítězství v závodech světového poháru.
| Sezóna  | Místo                            | Datum            | Závod              |
| ------- | -------------------------------- | ---------------- | ------------------ |
| 2012/13 | Hochfilzen, Rakousko             | 9. prosince 2012 | Štafeta (4 × 6 km) |
| 2012/13 | Ruhpolding, Německo              | 9. ledna 2013    | Štafeta (4 × 6 km) |
| 2012/13 | Nové Město na Moravě, Česko (MS) | 15. února 2013   | Štafeta (4 × 6 km) |